# Oxalis colatinensis
Oxalis colatinensis är en harsyreväxtart som beskrevs av Pedro Fiaschi. Oxalis colatinensis ingår i släktet oxalisar, och familjen harsyreväxter. Inga underarter finns listade i Catalogue of Life.